# Barbara Giuranna
Elena Barbara Giuranna (ur. 18 lutego 1902 w Palermo, zm. 30 lipca 1998 w Rzymie) – włoska kompozytorka i pianistka.

## Życiorys
Kształciła się z zakresu muzyki w Konserwatorium w Palermo, studiowała tamże grę na fortepianie u Guida Alberta Fano, w Neapolu studiowała kompozycję u Camilla de Nardisa i Antonia Savasty, uczyła się także w Turynie i w Mediolanie, gdzie kształciła się u Giorgia Federica Ghediniego. 
Od 1937 roku uczyła teorii muzyki na stanowisku docenta w rzymskim Konserwatorium Santa Cecilia. Wykładała teorię fugi, harmonię i kontrapunkt w Akademii Muzycznej św. Cecylii w Rzymie od 1942 do 1970 roku.

## Twórczość
Komponowała m.in. muzykę orkiestrową, utwory na fortepian, harfę, dzieła
chóralne. Wybrane dzieła:
- Notturno (1923)[4]
- Alpina rapita dai nani na małą orkiestrę (1929)[2]
- La trappola d’oro, balet (1929)[4]
- Yamanto, opera (1941)[2]
- Mayerling, opera (1957)[2]
- Hosanna, opera (1978)[4]